# Comitatul Bereg
Comitatul Bereg, cunoscut și ca Varmeghia Bereg (în maghiară Bereg vármegye, în germană Komitat Bereg/Berger Gespanschaft, în latină Comitatus Bereghiensis), a fost o unitate administrativă a Regatului Ungariei din secolul XII și până în 1920. În prezent, teritoriul acestuia se găsește în nord-estul Ungariei și în vestul Ucrainei. Capitala comitatului a fost orașul Bereg (în maghiară Beregszász, în germană Bergsaß, în rusă Берегово (Beregovo), în ucraineană Берегове (Berehove)).

## Geografie
Comitatul Bereg se învecina la nord cu Regatul Galiției și Lodomeriei (teritoriu care aparținea de Imperiul Austriac), la vest și nord-vest cu Comitatul Ung, la sud-vest cu Comitatul Szabolcs, la sud cu Comitatul Sătmar (Szatmár), la sud-est cu Comitatul Ugocea (Ugocsa) și la est cu Comitatul Maramureș (Máramaros). Teritoriul comitatului se afla situat între Munții Carpați (la nord) și râul Tisa (la sud). Suprafața comitatului în 1910 era de 3.788 km², incluzând suprafețele de apă.

## Istorie
Comitatul Bereg este unul dintre cele mai vechi comitate din Regatul Ungariei, el fiind atestat încă din secolul XII. La sfârșitul Primului Război Mondial, majoritatea teritoriului Comitatului Bereg a devenit parte componentă a noului stat Cehoslovacia (azi în Slovacia), aceste modificări de granițe fiind recunoscute prin Tratatul de la Trianon (1920). Partea de sud-vest a rămas în Ungaria, fiind integrată în Comitatul Szatmár-Ugocsa-Bereg).
Ca urmare a prevederilor controversate ale Primului arbitraj de la Viena (noiembrie 1938), întregul teritoriu al fostului comitat a fost ocupat de Ungaria. Comitatul Bereg a fost reînființat, cu reședința tot la Bereg (Beregszászas).
După război, fosta parte cehoslovacă a comitatului a fost inclusă în Regiunea Transcarpatia a RSS Ucrainene (din cadrul URSS). După destrămarea Uniunii Sovietice în 1991, acest teritoriu a devenit parte componentă a Ucrainei.
Partea de sud-vest a comitatului, care se afla în Ungaria înainte de al doilea război mondial, a devenit parte a județului Szabolcs-Szatmár. Acest județ a fost redenumit Szabolcs-Szatmár-Bereg în anii 1990.

## Demografie
În 1910, populația comitatului era de 236.611 locuitori, dintre care: 
- Maghiari -- 113.090 (47,79%)
- Ruteni -- 100.918 (42,65%)
- Germani -- 20.722 (8,75%)
- Slovaci -- 1.123 (0,47%)
- Români -- 215 (0,09%)
- Croați -- 54
- Sârbi -- 12
- Alții -- 477

## Subdiviziuni
La începutul secolului 20, subdiviziunile comitatului Bereg erau următoarele:
| Districte (járás)                          | Districte (járás)                                                               |
| District                                   | Capitală                                                                        |
| ------------------------------------------ | ------------------------------------------------------------------------------- |
| Alsóverecke                                | Alsóverecke --- Nîjni Vorota                                                    |
| Felvidék                                   | Ilosva --- Irșava (Iloșva)                                                      |
| Latorca                                    | Oroszvég --- Rosvegove (Rosvîhovo) - azi cartier al orașului Mukaceve (Muncaci) |
| Mezőkaszony                                | Mezőkaszony --- Koson                                                           |
| Munkács                                    | Munkács --- Mukaceve (Muncaci)                                                  |
| Szolyva                                    | Szolyva --- Svaliava                                                            |
| Tiszahát                                   | Beregszász --- Berehove (Bereg)                                                 |
| Districte urbane (rendezett tanácsú város) |                                                                                 |
| Beregszász --- Berehove (Bereg)            |                                                                                 |
| Munkács --- Mukaceve (Muncaci)             |                                                                                 |

Toate localitățile menționate sunt în prezent pe teritoriul Ucrainei.